# Ted Meredith
James Edwin "Ted" Meredith (Chester Heights, Pennsilvània,14 de novembre de 1891 – Camden, Nova Jersey, 2 de novembre de 1957) va ser un atleta estatunidenc que va competir a començaments del segle xx. En el seu palmarès destaquen dues medalles d'or als Jocs Olímpics de 1912.

## Biografia
Meredith fou olímpic quan encara estudiava a la Mercersburg Academy de Mercersburg. A Estocolm disputà tres proves del programa d'atletisme. En els 400 metres fou quart, mentre en les altres dues proves que disputà, els 800 i els 4x400 metres relleus guanyà la medalla d'or.
En finalitzar aquests Jocs entrà a la Universitat de Pennsilvània. Entre 1914 i 1916 es proclamà campió de l'IC4A de les 440 iardes i entre 1914 i 1915 de les 880. El 1916 establí un nou rècord mundial de les 440 iardes, amb un temps de 47.4 segons, temps que no fou millorat fins a 1928. Aquell mateix any millorà el seu propi rècord mundial de les 880 iardes i el deixà en 1' 52.2 segons.
El 1918 deixà la pràctica de l'atletisme i passà a servir a l'exèrcit durant la Primera Guerra Mundial. Tornà a la competició als Jocs d'Anvers de 1920, on fou eliminat en semifinals en la prova dels 400 metres i quedà quart en la final dels 4x400 metres relleus.
Després de la segona i definitiva retirada esportiva exercí de broker.